# Suwannee County
Suwannee County is een county in de Amerikaanse staat Florida.
De county heeft een landoppervlakte van 1.781 km² en telt 34.844 inwoners (volkstelling 2000). De hoofdplaats is Live Oak.

## Bevolkingsontwikkeling

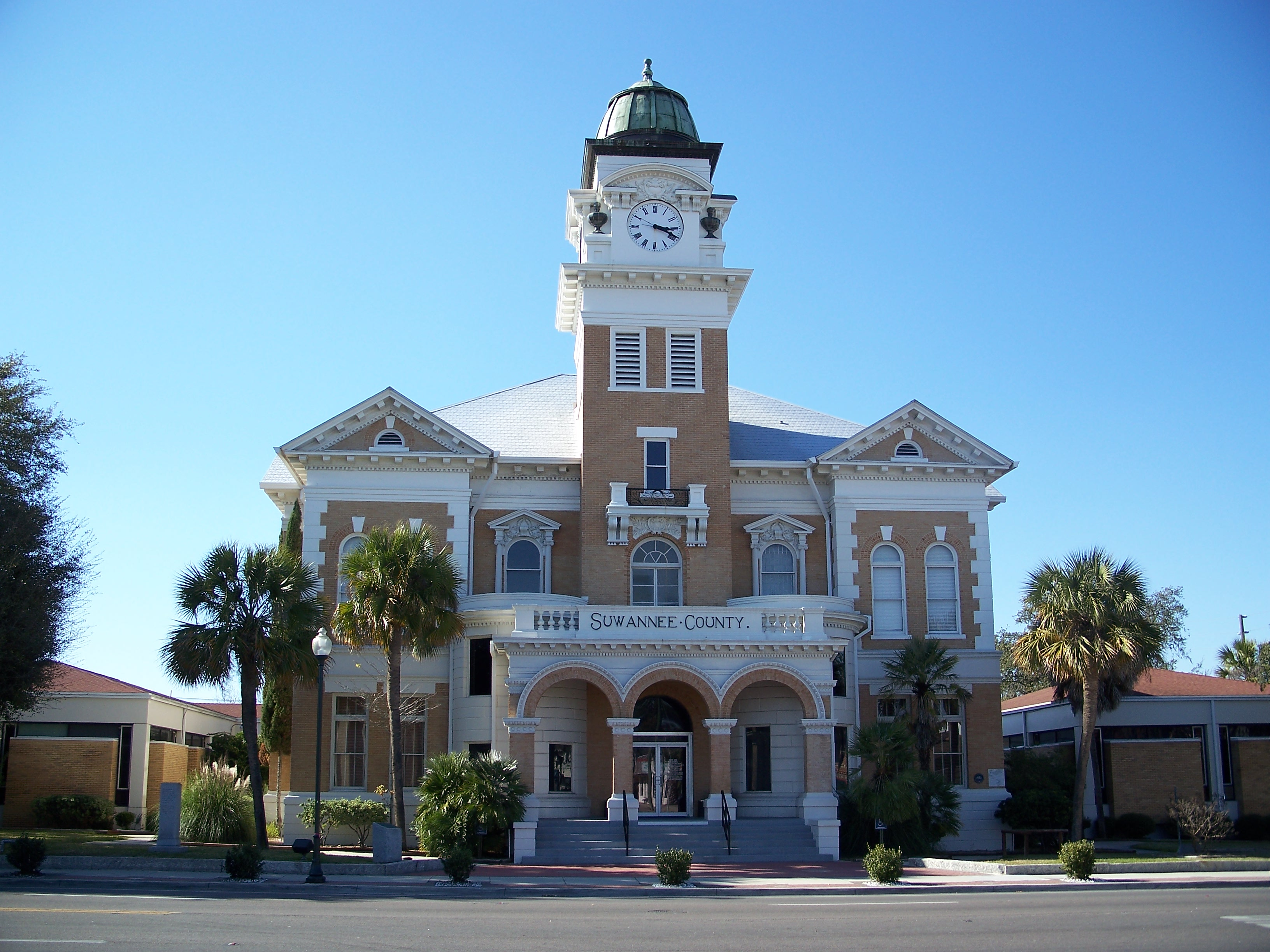
Suwannee County Courthouse